# Ortoedre

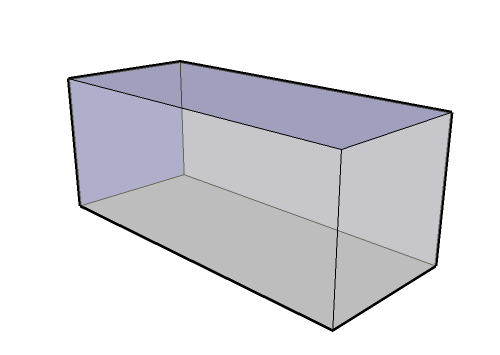
Un ortoedre

Un ortoedre és un paral·lelepípede ortogonal, és a dir, que les seves cares formen entre si angles díedres rectes. Els ortoedres són prismes rectes i també són anomenats paral·lelepípedes rectangulars. Les cares oposades d'un ortoedre són iguals.
El cub és un cas especial d'ortoedre el qual les seves sis cares són quadrats iguals.

## Fórmules de l'ortoedre
Si s'anomena {\displaystyle a\,} a l'amplada o profunditat d'un ortoedre, {\displaystyle b\,} a la seva altura i {\displaystyle c\,} a la seva longitud, es poden definir les fórmules a continuació:

### Àrees
L'àrea total del paral·lelepípede és igual a la suma de les respectives àrees de les seves 6 cares, que en estar repetides 2 vegades, es poden calcular com:
{\displaystyle A\,=\,2\cdot a\cdot b+2\cdot a\cdot c+2\cdot b\cdot c}
O cosa que és el mateix:
{\displaystyle A\,=\,2\cdot (a\cdot b+a\cdot c+b\cdot c)}
Per la seva banda, el càlcul de l'àrea lateral és anàleg però ometent les bases superior i inferior:
{\displaystyle A_{l}\,=\,2\cdot a\cdot b+2\cdot b\cdot c}
També es pot calcular com el producte del perímetre de la base per l'altura.

### Volum

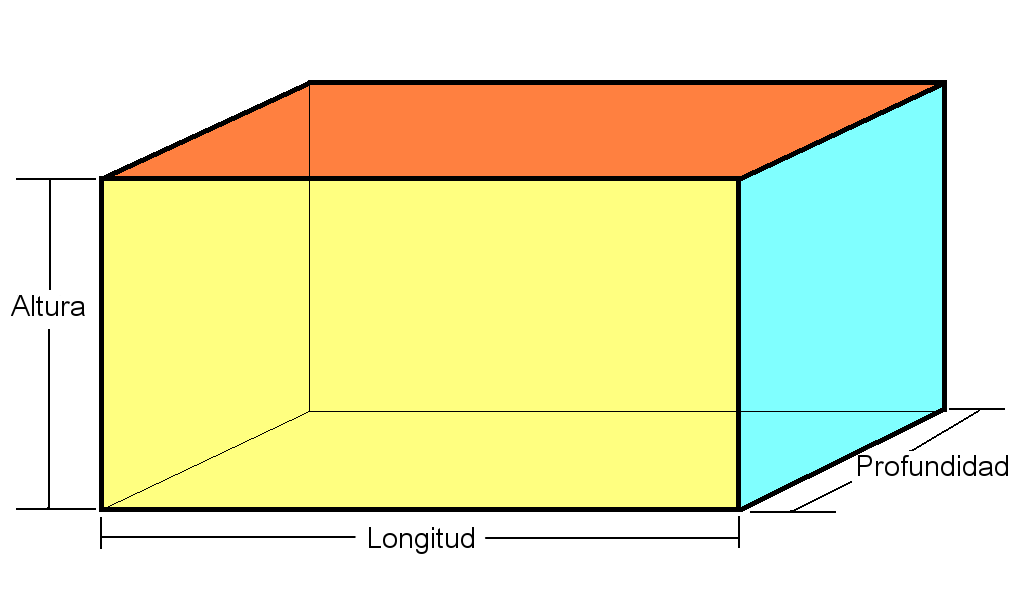
Un ortoedre vist en perspectiva cavallera i acotat

El volum de l'ortoedre es calcula igual que el de qualsevol prisma recte: multiplicant l'àrea de la base Bor per l'altura hor. Atès que la base és un rectangle i l'àrea del rectangle és igual al producte de la seva base bR per altura hR o el producte dels seus costats contigus, es pot calcular el volum de l'ortoedre com:
{\displaystyle V\,=\,a\cdot b\cdot c}

### Diagonal

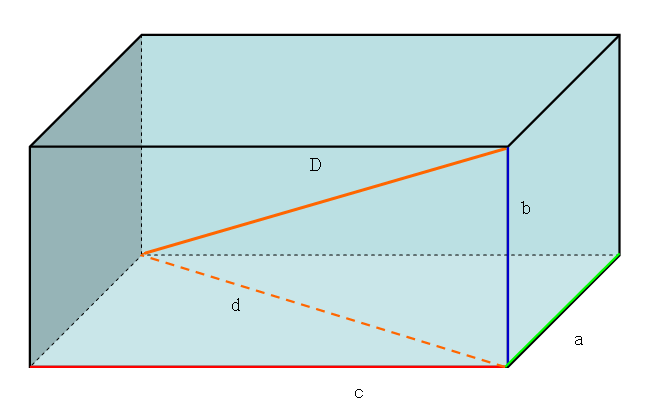
Pitàgores a l'espai

Basant-se en el teorema de Pitàgores, es pot calcular la diagonal espacial de l'ortoedre de la següent forma:
{\displaystyle D\,=\,{\sqrt {a^{2}+b^{2}+c^{2}}}}